# Làmina (construcció)
Una làmina és un element estructural de dues dimensions, és a dir, que té una dimensió, el gruix, més petita que les altres dues. Pot ser de formigó, de metall, de fusta, etc. En arquitectura una làmina pot ser horitzontal, com una llosa o vertical com una paret vertical. En mecànica una làmina pot ser d'un gruix suficient per mantenir-se per sí sola, o prima, amb un gruix que calgui donar-li forma (corba, ondulada, etc.) perquè s'aguanti.